# Месарош, Титус
Ти́тус Меса́рош (рум. Titus Mesaroş; 10 июля 1925, Бакэу, Румыния — 23 июля 2006, Бухарест, Румыния) — румынский кинорежиссёр-документалист.

## Биография
В 1950 году окончил Литературную школу. Дебютировал как кинодокументалист в 1963 году.

## Фильмография

### Режиссёр
- 1963 — Клочок бумаги / Un petec de hîrtie
- 1963 — 400 ступенек в небо / 4000 de trepte spre cer
- 1964 — В небо / Spre cer
- 1964 — Над долами и полями / Peste dealuri şi coline
- 1964 — Наши люди / Oamenii nostri
- 1966 —  / Reed
- 1967 — В поисках потерянного времени / În căutarea timpului pierdut
- 1968 — Метаморфозы / Metamorfoze
- 1969 — От предков к потомкам / De la străbuni la strănepoţi
- 1969 —  / Băieţaşul lui tăticu
- 1970 —  / Septembrie la Pontul Euxin
- 1970 — Мрамор / Marmură
- 1971 — Нож / Cuţitul
- 1972 — Под майским солнцем / Sub soarele de mai
- 1973 — В этом густом лесу /
- 1973 — Калибаб /
- 1973 — Золотая свадьба /
- 1974 — Чёрное золото /
- 1974 — Бухарест, увиденный с высоты в один метр /
- 1974 — Сенокос /
- 1975 — Крайова, увиденная с телеги /
- 1981 — Тишина живописи /